# Grace Under Fire
Grace Under Fire é uma série de televisão apresentada pela ABC de 1993 a 1998. O show foi estrelado por Brett Butler. Começou em 29 de setembro de 1993. Foi a comédia mais popular durante a temporada 1993-1994.

## Premissa do Show
Grace Under Fire foi produzido pela Carsey-Werner Internacional. Grace Under Fire foi parte de uma onda de shows entre 1980 e 1990 que foram produzidos em torno de um comediante (e em alguns casos, baseados apenas em sua própria rotina cômica). Quanto à Carsey-Werner, muitos de seus shows foram baseados em famílias não-tradicionais.
Grace Under Fire teve uma fórmula semelhante; Butler estrelou como Grace Kelly, uma mãe solteira e divorciada. O show começa após a personagem principal se separar do marido alcoólatra depois de oito anos, em tentativa de recomeçar sua vida e impedir que seus filhos cometessem seus erros. O espetáculo gira em torno de Grace; seus filhos, o arteiro Quentin (Jon Paul Steuer), a feliz e sortuda Libby (Kaitlin Cullum) e o infantil Patrick (Cole e Dylan Sprouse); seus animados amigos de casamento e vizinhos, Nadine e Wade Swoboda (Julie White) (Casey Sandler), juntamente com o bacharel farmacêutico da cidade, Rusell Norton (Dave Thomas). Todos eles ajudam Grace a viver independentemente.
Nas três primeiras temporadas, o show teve um grande apelo ao colarinho azul devido ao trabalho de Grace, pós-divórcio; ela operava gasodutos em uma refinaria de petróleo, e tinha uma segunda família, que era a tripulação que se estabelecia na fábrica. Entre eles, Dougie Boardreau (Walter Olkewicz), Vic (Dave Florek) e Carl (Louis Mandylor). O patrão do grupo era o rígido Bill Davis (Charles Hallahan). Tanto Bill e Carl abandonaram a série após a primeira temporada; Carl não arranjou substituto, enquanto o novo chefe foi John Shirley (Paul Dooley), começando na segunda temporada. Na 3ª Temporada, Grace iniciou um relacionamento com o executivo Rick Bradshaw (Alan Autry), apesar de seus lugares na empresa serem totalmente diferentes. No início da 4ª Temporada, Grace foi transferida e tomou uma posição de nível com uma agência, até ser uma profissional de colarinho branco. Esse emprego durou apenas um ano, mas depois ela começou a trabalhar em atividades semelhantes para uma empresa de construção pertencente à D.C. (Don D.C. Curry).
Ao longo da 5ª Temporada, o ex-marido de Grace, Jimmy Kelly (Geoff Pierson) mostrou-se, por vezes, causar problemas, e outros milagrosamente limpos e sóbrios, tentando conquistar Grace novamente. Uma reconciliação nunca aconteceu, mas os dois também não ficaram amigos por causa dos filhos. Em meio a tentativas de conquistá-la, a mãe de Jimmy (Peggy Rea) se ofereceu para morar no interior e ajudar a criar as crianças no início da 3ª Temporada. Enquanto Grace continuava seu affair com Rick, Jimmy encontra alguns amores no bairro de sua ex-esposa, sendo cortejado por nada menos do que o pai de Russell, Floyd Norton (Tom Poston). No que diz respeito aos familiares de Grace e sua vida passada, ela tinha uma regular fonte de apoio vindo de sua irmã Faith (Valri Bromfield) nas duas primeiras temporadas. Outro grande desenvolvimento na 4ª Temporada é de que Grace trouxe o primeiro filho (Matthew, interpretado por Tom Everett Scott) de um homem com qual ela nunca casou. Ele apareceu em sua porta desejando saber se ela era a responsável por sua vida, pois no fundo, a única coisa que ele queria era conhecer a sua mãe. No último episódio no início de 1998, a antiga melhor amiga de Grace, Bev Henderson (Julia Duffy) voltou para a cidade e acabou com o movimento dos Kellys. Nos anos intercalares, Bev tinha se tornado muito bem sucedida e rica. Ela retornou para sua antiga cidade natal para entrar em contato com o seu trabalho de classe. O último enredo de Grace Under Fire foi centralizado em torno do re-encontro de Grace e Bev.

## Elenco
- Breet Butler como Grace Kelly
- Dave Thomas como Rusell Norton
- Julia White como Nadine Swoboda (1993-1997)
- Casey Sander como Wade Swoboda
- Jon Paul Steuer como Quentin Kelly (1993-1996)
- Sam Horrigan como Quentin Kelly (1996-1998)
- Kaitlin Cullum como Elizabeth Louise “Libby” Kelu
- Cole e Dylan Sprouse como Patrick Kelly
- Walter Olkewicz como Dougie Boardreau (1993-1996)
- Dave Florek como Vic (1993-1996)
- Louis Mandylor como Carl (1993-1994)
- Charles Hallahan como Bill Davis (1993-1994)
- Valri Bromfield como Faith Burdette (1993-1995)
- Paul Dooley como John Shirley (1994-1993)
- Peggy Rea como Jimmy Kelly (1995-1998)
- Tom Poston como Floyd Norton (1995-1998)
- Alan Autry como Rick Bradshaw (1995-1996)
- Don ‘D.C.’ Curry como D.C. (1997-1998)
- Lauren Tom como Dot (1997-1998)
- Julia Duff como Bev Henderson (1998)

O personagem de Nadine foi originalmente oferecido para Sheila McCarthy, que recusou o papel por não querer viajar diariamente de Toronto até Los Angeles, o local das gravações.
Noah Segan apareceu como Quentin Kelly no piloto, mas como ele estava indisponível na época, Jon Paul Steuer foi escolhido para o papel.

## Avaliações e Reconhecimentos
O show foi um dos mais populares logo em sua primeira temporada. Um mês antes de estrear, Showtime produziu juntamente com a Carsey-Werner Brett Butler Special, uma comédia de 30 minutos, comandado por Butler.
Grace Under Fire foi nomeado para três Golden Globe Awards: Melhor Performance de uma Atriz em um musical/série de comédia de TV em 1995 e 1997 e Melhor musical/série de comédia em 1995.
Jean Stapleton foi nominado em 1995 para o Emmy Award como Excelente Atriz Convidada em uma Série de Comédia em 1995 interpretando a Tia Vivian no episódio “The Road to Paris Texas”. Diane Ladd foi nominada para o mesmo prêmio no ano anterior interpretando Louise Burdett no episódio “Things Left Undone”.

## Controvérsias e Cancelamento
Depois da primeira temporada, o aspecto criativo do show experimentou uma “porta giratória” de produtores e escritores. Estas alterações foram um resultado de confrontos entre a criativa equipe e Butler. Ela, que sempre lutou (e eventualmente ganhou) por um controle mais criativo do personagem principal e para o show. Estes argumentos levaram à remoção do Criador/Produtor Executivo do Show, Chuck Lorre, para trabalho da produção, embora ele tenha ficado como “consultor de comédia” do show. Tal como acontece com Roseanne e Cybill, a volta dos conflitos de Grace Under Fire foi bem publicada.
Na quarta e na quinta temporada do show, Butler lutou contra a dependência de um analgésico tóxico, até que decidiu procurar ajuda médica.
Durante sua dependência e o tratamento subsequente, ocorreram outros conflitos com membros do elenco. Butler alegou que seus seios foram vistos em um instante por Jon Paul Steuer, que tinha 12 anos na época e interpretava o filho da personagem da atriz. Fontes especularam que Steuer saiu do show pela razão de sua mãe não deixá-lo continuar no show após o incidente que ocorreu. No início da 4ª Temporada, Sam Horrigan se tornou o terceiro ator a interpretar Quentin Kelly, e com ele no papel, seu personagem avançou de idade, ficando com 16 anos. O membro do elenco Julie White deixou o show depois da 4ª Temporada, dando como razão o comportamento de Butler.
A primeira rodada do tratamento de Butler fez com que o início da Temporada 1997-1998 se atrasasse até Novembro. Depois da retomada da produção de Grace Under Fire, Breet fez o possível para melhorar sua performance, por causa do antigo comportamento. Depois de a atriz voltar de férias, ela recaiu e, embora os produtores estivessem mais empenhados do que nunca para continuar o show (devido ao popularismo), a ABC estava ficando preocupada com a saúde da estrela, e abruptamente, cancelaram o show em 17 de Fevereiro de 1998.
Atualmente está sendo reprisada no canal Oxygen Network nos Estados Unidos e no canal TVtropolis no Canadá.
A série passou em Portugal em 2003 na SIC Mulher.

## Reproduções Internacionais
O show foi reproduzido na Rússia como Lyuba, Children and the Factory em 2003.
Uma adaptação polonesa com o título de Hela w opalach (Hela Under Fire, Hela é abreviatura de Helen) está sendo apresentado pela TVN desde Setembro de 2006. Depois de irem 3 temporadas e 41 episódios ao ar durante um ano e meio no Outono de 2007, novos episódios devem ser exibidos em Abril de 2009. O título é o nome completo da personagem principal, Helena Trojańska (interpretado por Anna Guzik), traduzido como Helena de Troia. A série é elogiada em oposição aos seus maiores concorrentes, como “Plebania” (Freguesia) exibido pelo canal TVP. Piotr Gąsowski, que interpreta um dos papeis principais foi indicado para o Telekamery 2007 Award.